# Galaxias olidus
Galaxias olidus là một nhóm cá nước ngọt Galaxiidae tìm thấy ở tất cả các nơi ở đông nam Úc. Chúng tạo thành một phức hợp loài bí ẩn (cryptic species complex).

## Hình ảnh

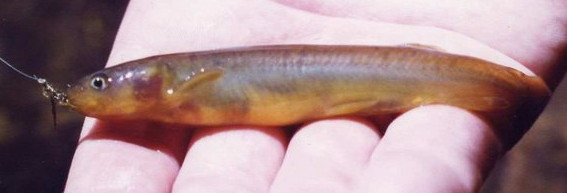